# Rabina (Mostar, BiH)
Rabina je naseljeno mjesto u gradu Mostaru, Federacija BiH, BiH.

## Povijest
Do potpisivanja Daytonskog mirovnog sporazuma bilo je dio istoimenog naseljenog mjesta u sastavu općine Nevesinje koja je ušla u sastav Republike Srpske.

## Stanovništvo
Nacionalni sastav stanovništva 2013. godine, bio je sljedeći:
ukupno: 21
- Bošnjaci - 21